# Antonio Tejero

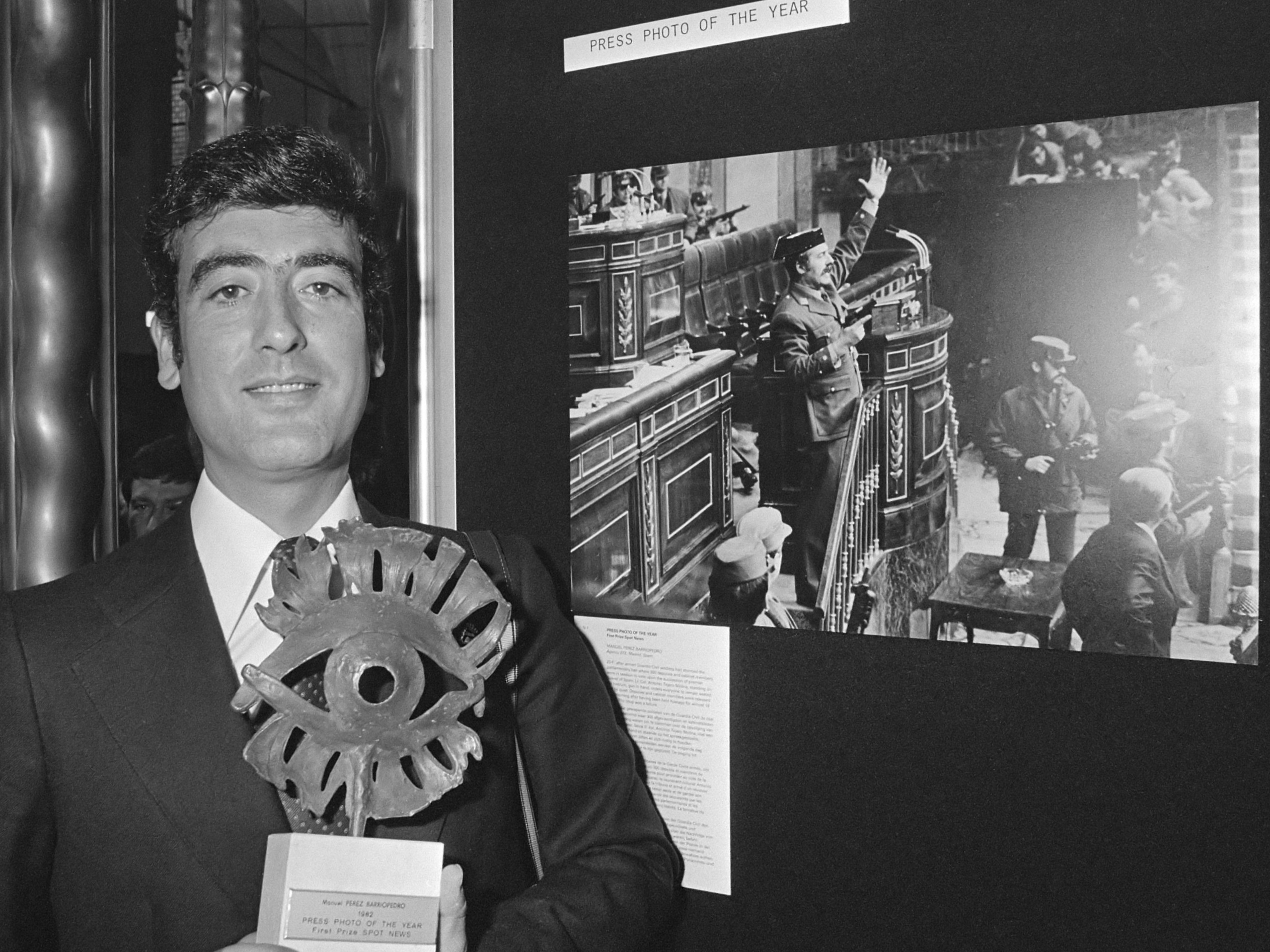
Fotograaf Manuel Pérez Barriopedro naast de door hem gemaakte foto van Tejero tijdens couppoging in 1981

Antonio Tejero Molina (Málaga, 30 april 1932) is een Spaanse voormalig luitenant-kolonel, die leider was van twee mislukte staatsgrepen, in 1978 en 1981.
In 1951 ging hij bij de Guardia Civil. Hij werd leider van een regiment in Gipuzkoa in Baskenland maar werd overgeplaatst nadat hij zich tegen de Baskische vlag (de ikurriña) had uitgelaten. Hij was tegenstander van de democratische hervormingen na de dood van Francisco Franco.
Hij heeft twee couppogingen op zijn naam staan: na een eerste mislukte poging in 1978 probeerde hij het opnieuw op 23 februari 1981. Hij bestormde toen met 200 Guardia Civil-officieren het Spaanse Congres. Op dat moment stond dit parlement op het punt om Leopoldo Calvo-Sotelo tot minister-president te benoemen. Intussen hadden andere militaire leiders de noodtoestand uitgeroepen. Koning Juan Carlos zocht voldoende militaire steun om de coupplegers te kunnen bestrijden. De volgende middag hield hij, met een parachutistenregiment achter de hand, een televisietoespraak waarin hij de staatsgreep veroordeelde en zei dat het democratisch proces voortgezet diende te worden. De coupplegers gaven zich over en werden gearresteerd. Tejero werd tot 40 jaar gevangenisstraf veroordeeld.
Tejero was de laatste van de coupleiders in gevangenschap toen hij na vijftien jaar op 2 december 1996 werd vrijgelaten. Op 24 oktober 2019 was Tejero aanwezig bij de herbegrafenis van Franco.